# Fuminana saga
Fuminana saga är en insektsart som beskrevs av Freytag och Delong 1982. Fuminana saga ingår i släktet Fuminana och familjen dvärgstritar. Inga underarter finns listade i Catalogue of Life.